# 1991 год в науке
В 1991 году были различные научные и технологические события, некоторые из которых представлены ниже.

## События
- 22 апреля — подписано международное соглашение о запрете на разработку полезных ископаемых в Антарктиде.
- 6 августа — Тим Бернерс-Ли выпустил в свет файлы, описывающие его идею Всемирной паутины (WWW).
- 15 сентября — опубликован исходный код Linux.

## Достижения человечества

### Открытия
- Углеродные нанотрубки открыты японским исследователем Ииджимой (Sumio Iijima).

### Новые виды животных
- Животные, описанные в 1991 году

## Награды
- Нобелевская премия
  - Физика — Пьер Жиль де Жен — «За обнаружение того, что методы, развитые для изучения явлений упорядоченности в простых системах, могут быть обобщены на жидкие кристаллы и полимеры».
  - Химия — Рихард Эрнст — «За вклад в развитие методологии спектроскопии ядерного магнитного резонанса высокого разрешения».
  - Медицина и физиология — Эрвин Неэр, Берт Закман — «За открытия, касающиеся функций одиночных ионных каналов в клетках».
  - Экономика — Рональд Коуз — «За открытие и иллюстрацию важности трансакционных издержек и прав собственности для иституциональных структур и функционирования экономики».
- Премия Бальцана
  - Человечество, мир и братство между народами: Аббат Пьер (Франция).
  - Музыка: Дьёрдь Лигети (Венгрия — Австрия).
  - Генетика и теория эволюции: Джон Мейнард Смит (Великобритания).
  - История Европы XV—XVI вв.: Виторину Магальяиш Годинью (Португалия).
- Премия Тьюринга
  - Робин Милнер — «За три различных полноценных достижения: 1) LCF прувер, автоматизирующий доказательства в логике вычислимых функций Скотта, по-видимому первый, инструмент автоматизированного конструирования доказательств, построенный на теоретическом фундаменте и при этом полезный на практике; 2) ML, первый язык программирования использующий полиморфный вывод типов вместе с типизированным механизмом обработкой ошибок; 3) CCS, общая теория конкурентных вычислений. Вдобавок, он сформулировал и развил полную абстракцию, теорию о связи между операционной и денотационной семантиками».
- Международная премия по биологии
  - Маршалл Хэтч — функциональная ботаника.
- Большая золотая медаль имени М. В. Ломоносова не присуждалась, Другие награды АН СССР
  - Премия имени Г. В. Плеханова — Лидия Михайловна Брагина — советский философ, доктор исторических наук — за серию работ «Социально-этические взгляды итальянских гуманистов (вторая половина XV в.)» и «Итальянский гуманизм»[1].

## Скончались
- 23 февраля — Чарльз Иллингворт[англ.], британский хирург (род. 1899).
- 2 июня — Роберт Рассел Ньютон, американский физик, астроном и историк науки.
- 3 октября — Джон Бардин, американский физик. Единственный человек, который получил две нобелевские премии по физике: в 1956 г. за транзистор совместно с Уильямом Брэдфордом Шокли и Уолтером Браттейном и в 1972 г. за основополагающую теорию обычных сверхпроводников совместно с Леоном Нилом Купером и Джоном Робертом Шриффером.
- 17 ноября — Митрофан Степанович Зверев, советский астроном и астрометрист, член-корреспондент АН СССР.
- 9 февраля — Аркадий Бейнусович Мигдал (1911—1991), советский физик-теоретик, академик АН СССР.
- 3 октября — Уильям Пенни, английский физик, руководитель британской программы по созданию атомной бомбы.